# Antony (Francja)
Antony (wymowaⓘ) – miejscowość i gmina we Francji, w regionie Île-de-France, w departamencie Hauts-de-Seine.
Według danych na rok 2018 gminę zamieszkiwało 63 674 osób, a gęstość zaludnienia wynosiła 6 660.4 osób/km². Wśród 1287 gmin regionu Île-de-France Antony plasuje się na 402. miejscu pod względem powierzchni.

## Współpraca
- Reinickendorf, Niemcy
- Lexington, Stany Zjednoczone
- Elefterupoli, Grecja
- Sederot, Izrael
- Collegno, Włochy
- Ołomuniec, Czechy
- Lewisham, Wielka Brytania
- Protwino, Rosja
- Hammam al-Anf, Tunezja

## Bibliografia

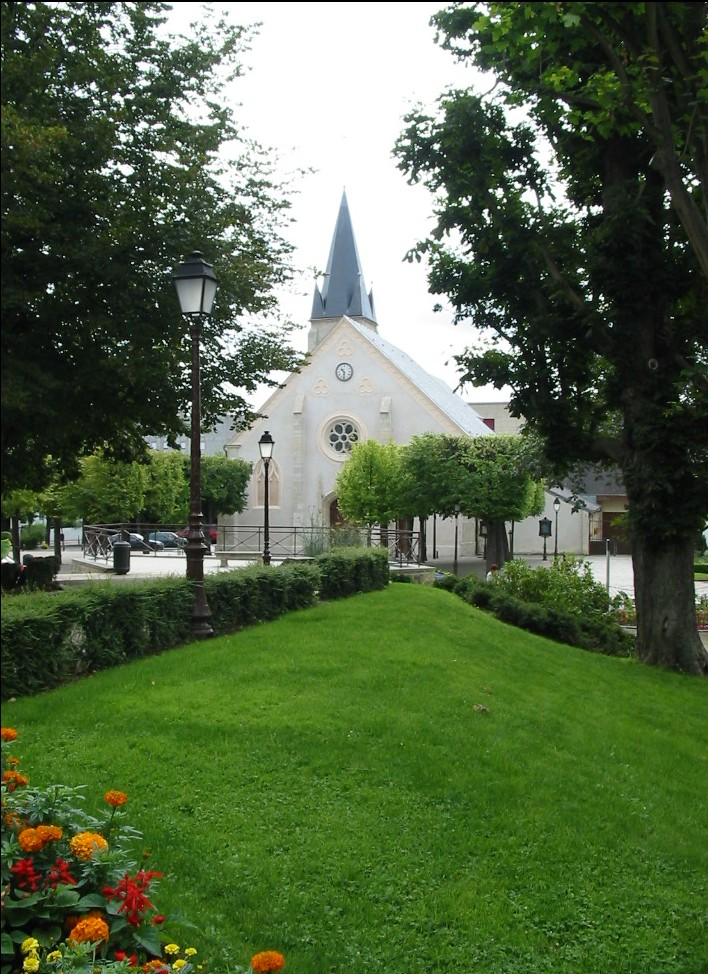
Antony

Położenie Antony w ramach aglomeracji paryskiej